# بازیافت کامپوزیت الیاف کربن
کامپوزیت‌ها دسته‌ای از مواد هستند که ترکیبی از انواع مواد دیگراند و دارای برخی ویژگی‌های آن مواد هستند. فیبر کربن یکی از انواع کامپوزیت‌ها است. فیبر کربن از یک بخش سرامیکی و یک بخش پلیمری تشکیل شده‌است. بخش سرامیکی این کامپوزیت را الیاف کربن و بخش پلیمری آنرا رزین‌ها تشکیل می‌دهند.
از ویژگی‌های فیبر کربن می‌توان به استحکام بالا، سختی بالا، شکننده بودن، وزن بسیار کم، رسانای الکتریسیته بود و … اشاره نمود.
با توجه به نیاز روزافزون به کامپوزیت فیبر کربن و هزینه تولید بالای آن راه‌هایی برای استفاده دوباره و بازیافت این ماده پیشنهاد شده‌است که در زیر معرفی می‌شوند.
روش مکانیکی:ساده‌ترین راه برای استفاده مجدد از کامپوزیت فیبر کربن، خرد کردن آن به وسیله دستگاه‌های خردکن است. برای ایجاد اندازه‌های مختلف فیبر کربن (معمولاً بین ۱ میلیمتر تا ۵۰ میکرون)، سرعت دستگاه خرد کن را تغییر می‌دهند یا از دستگاه‌هایی با دندانه‌های بزرگ یا کوچک استفاده می‌کنند. از خرده‌های کامپوزیت فیبر کربن (پودر شده‌های کامپوزیت) می‌توان در صنعت‌های ساختمان سازی (در بتن‌های تقویت شده)، تولید فیلامنت چاپگر سه‌بعدی، تولید دوباره قطعات فیبر کربن با رزین‌های جدید، ساخت تانک‌ها و محفظه‌های فیبر کربنی، مواد کامپوزیتی دیگر، تولید صفحات هادی الکتریسیته، محافظ‌های الکترومغناطیسی و… استفاده کرد. در انجام این روش چون به‌طور معمول طول الیاف فیبر کربن بسیار کوچک می‌شوند معماری چینش آن‌ها بدون ساختار، زبر و ناسازگار است و به علت اینکه ویژگی‌های مکانیکی الیاف فیبر کربن دست‌خوش تغییرات می‌شوند، تنها در زمینه‌های بسیار محدود و خاصی از پودرهای فیبر کربن بازیافت شده استفاده نمود.
استفاده از مواد شیمیایی:محققان دانشگاه جورجیا تکنولوژِی در آخرین دست‌آوردهای خود، به روشی برای بازیافت کامپوزیت فیبر کربن دست یافته‌اند؛ که می‌تواند تا ۱۰۰ درصد الیاف فیبر کربن را بازآوری کند و بالاترین کیفیت بازیافت را دارد اما این روش در موارد محیط زیستی ضعف‌هایی از خود نشان داده‌است. برای انجام این عملیات، قطعات کامپوزیت کربن را در محیطی الکلی قرار می‌دهیم تا رزین موجود در کامپوزیت فیبر کربن (که برای شکل‌پذیری و استحکام بیشتر در کامپوزیت فیبر کربن استفاده شده‌است) با الکل قرار گرفته در محیط واکنش داده و به آرامی در الکل حل شود؛ تا امکان جداسازی الیاف فیبر کربن از رزین اپوکسی فراهم شود. برای انجام این واکنش نیازی به دمای بالا نیست و می‌توان در دمای اتاق این بازیافت را انجام داد. از ویژگی مهم این روش باید به عدم تغییر در استحکام کششی الیاف کربن اشاره کرد.
روش گرما دهی: این روش رایج‌ترین و پر کابردترین راه برای بازیافت فیبر کربن است و به دلایل اقتصادی و محیط زیستی بهتر از روش‌های مکانیکی و شیمیایی است. عملیات اینگونه است که قطعات فیبر کربنی در بستری از مایعی مخصوص قرار می‌گیرند و با افزایش دما در مایع (حدوداً بین ۴۵۰ درجه سلسیوس تا ۷۰۰ درجه سلسیوس) و در غیاب اکسیژن، دچار تجزیه حرارتی (pyrolysis) می‌شوند. با ارزش‌ترین قسمت کامپوزیت فیبر کربن، الیاف فیبر کربن هستند که در روش حرارت دهی می‌توان الیاف فیبر کربن را به صورت جداگانه بازآوری کرد و آسیبی به بافت الیاف وارد نکرد. الیاف فیبر کربن در مایع شناور بوده و در طول شکسته شدن پیوندهای رزین توسط گرما، تغییر ظاهری نمی‌کنند. از مزیت‌های روش حرارت دهی این است که ویژگی‌های مکانیکی الیاف فیبر کربن دچار تغییر محسوسی نمی‌شوند. اما هنوز هم کیفیت الیاف فیبر کربن در روش شیمیایی هم از لحاظ ظاهری و هم از نظر ویژگی‌های مکانیکی بهتر از روش گرما دهی است. در این متد همچون روش استفاده از مواد شیمیایی می‌توان از الیاف فیبر کربن به‌طور مستقیم در ساخت قطعات کامپوزیتی جدیداستفاده کرد.

## پیوندهای بیرون
- https://www.sciencedirect.com/science/article/pii/S1872580516600045
- http://www.materialsforengineering.co.uk/engineering-materials-features/recycling-carbon-fibre/160324/